# Commission nationale de contrôle de la campagne électorale en vue de l'élection présidentielle
Cet article court présente un sujet plus développé dans : Élection présidentielle en France.
En France, la Commission nationale de contrôle de la campagne électorale en vue de l'élection présidentielle (CNCCEP) veille à ce que tous les candidats bénéficient de la part de l’État des mêmes facilités pour la campagne en vue de l’élection présidentielle.
Elle intervient, le cas échéant, auprès des autorités compétentes pour que soient prises toutes mesures susceptibles d’assurer l’égalité entre les candidats et l’observation des règles de la campagne électorale. Elle transmet d’office au Conseil constitutionnel les irrégularités portées à sa connaissance susceptibles d’affecter les comptes de campagne des candidats.
Le contrôle des comptes de campagne n’est pas de la responsabilité cette commission, mais celle de la Commission nationale des comptes de campagne et des financements politiques.
Cette commission comprend cinq membres :
- le vice-président du Conseil d'État, président ;
- le premier président de la Cour de cassation ;
- le premier président de la Cour des comptes ;
- deux membres en activité ou honoraires du Conseil d'État, de la Cour de cassation ou de la Cour des comptes, désignés par les trois membres de droit.

En 2001, la commission est qualifiée d’autorité administrative indépendante par un rapport du Conseil d’État, mais la loi du 20 janvier 2017 portant statut général des autorités administratives indépendantes et des autorités publiques indépendantes ne la reconnaît plus comme telle,.
La commission siège au Palais-Royal dans les locaux du Conseil d’État. Son secrétariat est assuré par le secrétaire général ou les secrétaires généraux adjoints du Conseil d'État.